# Isabel Wiseler-Santos Lima
Isabel Wiseler-Santos Lima (ur. 29 grudnia 1961 w Odivelas) – luksemburska polityk, nauczycielka i samorządowiec, posłanka do Parlamentu Europejskiego IX i X kadencji.

## Życiorys
Urodziła się w Portugalii. W 1984 ukończyła studia z zakresu literaturoznawstwa na Université Sorbonne-Nouvelle, podjęła pracę jako nauczycielka języka francuskiego w prywatnym liceum.
Od 1985 działaczka Chrześcijańsko-Społecznej Partii Ludowej. W 2005 po raz pierwszy wybrana do rady miejskiej Luksemburga, w 2017 dołączyła do władz wykonawczych tego miasta. W 2019 z ramienia CSV uzyskała mandat eurodeputowanej IX kadencji. W wyborach w 2024 z powodzeniem ubiegała się o reelekcję.
Żona polityka Claude'a Wiselera.